# Младен Младеновић
Младен Младеновић (Ријека, 13. септембар 1964) бивши је хрватски фудбалер.

## Каријера
Током каријере играо је за Ријека, Динамо, Аустрија Салцбург и многе друге клубове.

## Репрезентација
За репрезентацију Хрватске дебитовао је 1990. године. За национални тим одиграо је 19 утакмица и постигао 3 гола.

## Статистика
| Хрватска | Хрватска | Хрватска |
| Год.     | Ута.     | Гол.     |
| -------- | -------- | -------- |
| 1990     | 2        | 0        |
| 1991     | 1        | 0        |
| 1992     | 0        | 0        |
| 1993     | 1        | 0        |
| 1994     | 6        | 2        |
| 1995     | 5        | 1        |
| 1996     | 4        | 0        |
| Укупно   | 19       | 3        |